# Prezydent Albanii

## Wprowadzenie
Prezydent Albanii (Presidenti i Republikës së Shqipërisë) stanowi najwyższy urząd w państwie, pełniąc przede wszystkim funkcje reprezentacyjne i arbitrażowe. Jego rola, ukształtowana przez burzliwą historię kraju, ewoluowała od silnej władzy wykonawczej w okresie międzywojennym do pozycji w znacznej mierze ceremonialnej we współczesnym systemie parlamentarno-gabinetowym. Niniejszy artykuł kompleksowo omawia historię urzędu, procedurę wyborczą, kompetencje konstytucyjne oraz jego miejsce w albańskim systemie politycznym.

## Historia Urzędu: Od Królestwa do Republiki Parlamentarnej
1. Początki i Pierwsza Republika (1925-1928): Urząd prezydenta powstał wraz z proklamowaniem Pierwszej Republiki Albanii 21 stycznia 1925 roku. Jej pierwszym i jedynym prezydentem został Ahmet Zogu. Jego władza była silna, wzorowana na modelu francuskim, łącząc funkcje głowy państwa i szefa rządu[1]. Jednak już w 1928 roku Zogu przekształcił republikę w monarchię, koronując się na króla Zoga I, tym samym znosząc urząd prezydenta[2].
2. Okres Komunistyczny (1946-1991): Po II wojnie światowej i ustanowieniu Ludowej Republiki Albanii w 1946 roku, nominalną głową państwa był Przewodniczący Prezydium Zgromadzenia Ludowego (Kryetar i Prezidhës së Kuvendit Popullor). Była to jednak funkcja kolegialna (organ zbiorowy), całkowicie podporządkowana wszechwładzy Sekretarza Generalnego Albańskiej Partii Pracy, Envera Hoxhy. Prezydium pełniło głównie funkcje formalne i wykonawcze wobec decyzji partii komunistycznej[3] [4].
3. Transformacja i Druga Republika (od 1991): Upadek komunizmu w 1991 roku zapoczątkował proces demokratyzacji. Ramiz Alia, ostatni przywódca komunistyczny, został wybrany na pierwszego Prezydenta Republiki przez parlament jeszcze w systemie przejściowym. Przyjęcie Konstytucji Republiki Albanii w 1998 roku (obowiązująca do dziś) było kluczowym momentem. Ustanowiła ona Albanię jako republikę parlamentarną, w której prezydent pełni głównie rolę reprezentacyjną i arbitrażową, z wyraźnym oddzieleniem władzy wykonawczej (należącej do Rady Ministrów na czele z Premierem) od władzy prezydenckiej[5]. Konstytucja ta znacząco ograniczyła uprawnienia prezydenta w porównaniu z projektami z wczesnych lat 90. i okresem przejściowym[6].

## Wybór Prezydenta
- Elektorat: Prezydent jest wybierany w głosowaniu tajnym przez Zgromadzenie Albanii (Kuvendi i Shqipërisë), jednoizbowy parlament[7].
- Kadencja: Kadencja trwa 5 lat. Ta sama osoba może sprawować urząd najwyżej dwie kadencje (kolejne lub nie) [8].
- Procedura:

1. Inicjatywa: Kandydatów mogą zgłaszać grupa co najmniej 20 deputowanych [9].
2. Głosowania: Wybór wymaga 3/5 głosów ogólnej liczby deputowanych (tj. 84 głosów w 140-osobowym parlamencie) w pierwszej, drugiej lub trzeciej turze głosowania [10].
3. Ostateczna tura: Jeśli w trzech turach nikt nie uzyska wymaganej większości, parlament rozwiązuje się. Nowo wybrany parlament przeprowadza natychmiast głosowanie w czwartej turze, gdzie wymagana jest już tylko bezwzględna większość głosów wszystkich deputowanych (tj. 71 głosów). Jeśli i to się nie powiedzie, odbywa się piąta tura między dwoma kandydatami z największą liczbą głosów w turze czwartej; wygrywa ten, który otrzyma więcej głosów [11].

- Warunki: Kandydat musi być obywatelem albańskim z urodzenia, mieć ukończone 40 lat, zamieszkiwać na terytorium Albanii przez co najmniej 10 lat oraz posiadać pełnię praw wyborczych [12].

## Kompetencje Prezydenta (wg Konstytucji z 1998 r.)
Konstytucja nadaje Prezydentowi szeroki zakres uprawnień, jednak większość z nich wymaga kontrasygnaty Premiera lub odpowiedniego ministra, co oznacza, że odpowiedzialność polityczną ponosi rząd . Kluczowe kompetencje to:
1. Reprezentacja i Gwarancja:

- Najwyższy reprezentant Albanii na arenie międzynarodowej i w stosunkach wewnętrznych [14].
- Czuwa nad przestrzeganiem konstytucji, zapewnia funkcjonowanie instytucji konstytucyjnych oraz jedność narodową i ciągłość państwa [15].

1. Powoływanie Rządu:

- Powierza mandat do tworzenia rządu kandydatowi wskazanemu przez większość parlamentarną (zwykle liderowi zwycięskiej partii/koalicji) po wyborach [16].
- Formalnie mianuje Premiera na wniosek większości parlamentarnej [17].
- Na wniosek Premiera, mianuje i odwołuje ministrów [18].

1. Uprawnienia wobec Parlamentu:

- Zwoływanie pierwszej sesji nowo wybranego parlamentu [19].
- Zwoływanie sesji nadzwyczajnych parlamentu na wniosek Premiera lub 1/5 deputowanych [20].
- Prawo przemawiania (bez prawa głosu) lub przesyłania komunikatów do parlamentu [21].
- Ogłaszanie ustaw uchwalonych przez parlament [22]. Ma prawo weta zawieszającego: może raz zwrócić ustawę parlamentowi do ponownego rozpatrzenia; jeśli parlament ponownie ją przyjmie bezwzględną większością, prezydent musi ją ogłosić [23].

1. Uprawnienia w Dziedzinie Sądownictwa i Prokuratury:

- Mianuje i zwalnia prezesa Sądu Najwyższego na wniosek Rady Najwyższej Sądownictwa (Këshilli i Lartë i Drejtësisë) [24].
- Mianuje i zwalnia Prokuratora Generalnego na wniosek Rady Prokuratorów (Këshilli i Prokurorisë) [25].
- Mianuje 3 z 9 członków Rady Najwyższej Sądownictwa (pozostali są wybierani przez parlament i sędziów) [26].
- Mianuje 1 z 3 członków Rady Prokuratorów (pozostali wybierani przez parlament i prokuratorów) [27].
- Prawo łaski (indywidualne) [28].

1. Uprawnienia w Dziedzinie Bezpieczeństwa:

- Formalny Zwierzchnik Sił Zbrojnych (rzeczywiste dowództwo sprawuje rząd przez ministra obrony) [29].
- Na wniosek Rady Ministrów mianuje i zwalnia szefa Sztabu Generalnego oraz dowódców sił zbrojnych [30].
- Przewodniczy Radzie Bezpieczeństwa Narodowego (organ doradczy) [31].
- Na wniosek Rady Ministrów może ogłosić stan wojny w przypadku agresji na Albanię (parlament musi to zatwierdzić w ciągu 48 godzin) [32].

1. Uprawnienia w Dziedzinie Spraw Zagranicznych:

- Na wniosek Rady Ministrów mianuje i odwołuje szefów misji dyplomatycznych [33].
- Przyjmuje listy uwierzytelniające i odwołujące od obcych dyplomatów [34].
- Podpisuje umowy międzynarodowe (po uprzednim upoważnieniu przez Radę Ministrów i, w wymaganych przypadkach, ratyfikacji przez parlament) [35].

1. Inne Uprawnienia:

- Nadaje obywatelstwo albańskie oraz zezwala na jego zrzeczenie się [36].
- Nadaje ordery, odznaczenia i tytuły honorowe zgodnie z ustawą [37].
- Na wniosek Rady Ministrów może ogłosić stan wyjątkowy w całym kraju lub jego części (parlament musi zatwierdzić w ciągu 48 godzin; stan wyjątkowy może trwać max. 3 miesiące, z możliwością przedłużenia tylko przez parlament) [38].
- Rozpisuje wybory parlamentarne, lokalne i referenda w terminach przewidzianych konstytucją i ustawami [39].

## Odpowiedzialność i Wakat
- Immunitet: Prezydent korzysta z immunitetu za czyny związane z wykonywaniem funkcji. Może być pociągnięty do odpowiedzialności tylko za zdradę stanu lub złamanie konstytucji [40].
- Odpowiedzialność: Za złamanie konstytucji lub zdradę stanu Prezydent może być postawiony w stan oskarżenia przez parlament (większością 1/4 deputowanych) i osądzony przez Sąd Konstytucyjny (większością 2/3 sędziów). Skazanie pociąga za sobą automatyczne odwołanie z urzędu [41].
- Wakat: W przypadku opróżnienia urzędu (śmierć, rezygnacja, odwołanie, trwała niezdolność), jego obowiązki przejmuje Przewodniczący Zgromadzenia (Kryetar i Kuvendit). Nowy prezydent musi zostać wybrany w ciągu 10 dni [42].

## Prezydent a System Polityczny: Rola Faktyczna
Mimo formalnie ograniczonych kompetencji wykonawczych, rola Prezydenta nie jest wyłącznie symboliczna. Jego znaczenie wzrasta w sytuacjach  :
- Kryzysów politycznych i rządowych: Jako "strażnik konstytucji" i arbiter, może wywierać wpływ moralny i polityczny, mediować między partiami, przypominać o zasadach.
- Procedury powoływania rządu: Jego rola w powierzaniu mandatu jest kluczowa, choć zwykle formalna. W przypadku braku jasnej większości jego interpretacja sytuacji może mieć znaczenie.
- Kontrowersyjnych nominacji: Jego stanowisko wobec kandydatur na stanowiska sędziowskie czy prokuratorskie (choć oparte na wnioskach innych organów) może być ważnym głosem.
- Debaty publicznej: Jego wystąpienia i inicjatywy (np. w dziedzinie pojednania, edukacji, integracji europejskiej) mogą kształtować dyskurs publiczny i podnosić ważne kwestie społeczne.
- Polityki zagranicznej: Jako najwyższy reprezentant, odgrywa istotną rolę wizerunkową i dyplomatyczną, promując kraj i jego aspiracje (np. do UE).

## Kontrowersje i Wyzwania
- Polityzacja wyboru: Proces wyborczy, wymagający szerokiego konsensusu (3/5 głosów), często prowadzi do długotrwałych negocjacji i politycznego targowania się. Brak konsensusu skutkował np. przedwczesnymi wyborami w 1997 i 2021 roku [45].
- Granice arbitrażu: Spory dotyczą zakresu, w jakim Prezydent może aktywnie ingerować w polityczne spory, wykraczając poza ściśle formalną rolę. Przykładem była kontrowersyjna decyzja prezydenta Nishaniego w 2015 roku o niepodpisaniu ustawy o Sądzie Najwyższym, co doprowadziło do kryzysu konstytucyjnego [46].
- Relacje z rządem: Konflikty między Prezydentem a Premierem (zwłaszcza gdy reprezentują różne opcje polityczne) są częste i testują granice konstytucyjnych uprawnień (np. spór Meta-Rama, Begaj-Rama) [47].
- Rola w wymiarze sprawiedliwości: Udział Prezydenta w kluczowych nominacjach sędziowskich i prokuratorskich pozostaje obszarem napięć, związanych z reformą wymiaru sprawiedliwości i walką z korupcją.

## Podsumowanie
Urząd Prezydenta Albanii jest kluczowym elementem demokratycznego systemu państwa, zaprojektowanym jako instytucja stabilizująca i gwarantująca ciągłość. Choć jego bezpośrednie uprawnienia polityczne są ograniczone na rzecz rządu odpowiedzialnego przed parlamentem, konstytucja powierza mu ważne funkcje reprezentacyjne, arbitrażowe i kontrolne. Rola Prezydenta wykracza często poza czystą ceremonialność, zwłaszcza w momentach kryzysu politycznego czy instytucjonalnego, gdzie jego autorytet moralny i działalność mediacyjna mogą mieć znaczący wpływ na bieg wydarzeń. Wyzwaniem pozostaje utrzymanie bezstronności urzędu w silnie spolaryzowanym krajobrazie politycznym Albanii i ścisłe przestrzeganie granic konstytucyjnych jego kompetencji.

## Siedziba
Oficjalną rezydencją Prezydenta Albanii jest Pałac Prezydencki w Tiranie. Pałac został zbudowany ówczesnego prezydenta, a później króla Królestwa Albanii Ahmeda Zogu. Pałac zaprojektował włoski architekt Gherardo Bosio.

## Ciekawostki:
- Bujar Nishani (2012-2017) był pierwszym prezydentem, który odwiedził Serbię od zakończenia II wojny światowej (2015) [50].
- Ilir Meta (2017-2022) podczas kadencji wielokrotnie ostro krytykował rząd Ediego Ramy, co prowadziło do głębokich napięć i wniosków parlamentarnych o jego odwołanie (odrzuconych przez Sąd Konstytucyjny) [51].
- Alfred Moisiu (2002-2007) był pierwszym prezydentem wybranym po przyjęciu konstytucji z 1998 r. w pełni zgodnie z jej procedurą.
- Sali Berisha (1992-1997), późniejszy premier, był pierwszym niekomunistycznym prezydentem po upadku reżimu. Jego kadencja zakończyła się w chaosie podczas kryzysu piramid finansowych w 1997 roku.

Aktualny Prezydent: Bajram Begaj (zaprzysiężony 24 lipca 2022 r.)  .